# 市川洋介
市川 洋介（いちかわ ようすけ、1980年5月1日 - ）は、日本の元俳優。高校教師（数学）。神奈川県横浜市出身。ポケットに所属していた。

## 略歴

### 芸能界入り前・学歴
- 神奈川県立川和高等学校[1]、電気通信大学卒業、横浜国立大学大学院教育学研究科自然系教育専攻修了（2006年卒業）。 インタビューによると電気通信大学へ入学したきっかけは「当時はテレビ局に技術マンとして就職したかったため」とのこと。ある日、所属していた学科で数学の教員免許を取れることを偶然知り、大学2年時に本格的に教師を志すようになる。

### 芸能界入り
- 大学在籍中、2002年に「21世紀メンズクラブ専属モデルオーディション」でグランプリを受賞[1]。専属モデルとしてデビューする。その後は芝居、演劇にも興味を持ち、金子成人が主宰の劇団成人式にも所属し、第4回公演『雨が唄う夜に』で初舞台を踏む。
- 2005年7月から『魔法戦隊マジレンジャー』にヒカル / マジシャイン役として出演。劇中では主人公らの家庭教師という役柄だったが、市川自身も当時横浜国立大学大学院在学中（2006年卒業）で高等学校数学科の教員免許を持っており、共演者のホラン千秋に教えていた[1]。
- その後もドラマやCMへの出演の他、ラジオMCやマイクロソフト「親子で学ぶインターネット安全教室」の講師を務める[2]など、幅広い活動を行っていた。

### 芸能界引退、その後
- 2008年9月15日に自身のブログ上にて、高校教師への転身と、それに伴う芸能活動引退・高校時代の同級生との結婚を発表[3]。
- 2009年に顧問をしていた高校のハンドボール部員に、俳優の稲葉友（『仮面ライダードライブ』詩島剛 / 仮面ライダーマッハ 役など）がいる[4]。
- 2020年11月3日、東京ミッドタウン日比谷で開催された東京国際映画祭2020における『魔法戦隊マジレンジャー』のトークイベントに、他の主役5名とともに参加[5]。

## 人物
- 大学入学当時、「昼休みに芝生の上で弁当を食べる」、「サークルでの集まりでキャンパスが賑わっている」といった自身の思い描いていた大学のイメージと現実が非常に掛け離れていたため、一時は2年次から本気で編入を考えたことがある。また、大学生活と芸能活動を同時進行する二束の草鞋の生活での悩みを教授に度々相談し、無事に卒業することが出来たというエピソードを後のインタビューで語った。

## 出演

### テレビドラマ
- 魔法戦隊マジレンジャー Stage.19 - Stage.49（2005年7月3日 - 2006年2月12日、テレビ朝日） - ヒカル / マジシャイン 役
- 水戸黄門 第38部 第1話・第2話（2008年1月7日・14日、TBS） - 早野 役

### 映画
- 魔法戦隊マジレンジャー THE MOVIE インフェルシアの花嫁（2005年9月3日、東映） - ヒカル / マジシャイン 役

### オリジナルビデオ
- スーパー戦隊シリーズ - ヒカル / マジシャイン 役
  - 魔法戦隊マジレンジャー スペシャルDVD 大公開!黄金グリップフォンの超魔法〜ゴル・ゴール・ゴー・ゴー〜（2005年）
  - 魔法戦隊マジレンジャーVSデカレンジャー（2006年3月10日、東映ビデオ）
  - 轟轟戦隊ボウケンジャーVSスーパー戦隊（2007年3月9日、東映ビデオ）
- 超忍者隊イナズマ!（2006年6月21日、東映ビデオ） - 桔梗屋輝之助 役

### 舞台
- 金子成人主宰 劇団成人式 第4回公演『雨が唄う夜に』（2004年10月） - 武田タケシ 役
- TOKYO MEETS PROJECT 第2回公演『NiCE!～ほんの大失敗を君の胸ぐらに捧げます～』（2006年9月13日 - 18日、恵比寿・エコー劇場） - ススム 役
- 30-DELUX The Sixth Live『BLUE』（2007年3月15日 - 21日、シアターサンモール / 3月24日・25日、一心寺シアター倶楽部）

### CM
- 三菱電機 カーナビゲーション（2003年）
- トヨタ自動車 WebCM
  - 『PASSO de デート』（2005年）
  - 『PASSO ときめきドライビング・スクール』（2006年）
- 講談社 テレビマガジン（2007年 - 2008年）

### ラジオ
- パケDIO HEROチャンネル 市川洋介のこっそりお夜食（2006年、ラジオ日本）
- 堀川りょうと市川洋介のパケDIO アニラジチャンネル（2007年、ラジオ日本）